# أهل الطرب (برنامج)
أهل الطرب هو برنامج تلفزيوني حواري فني ،قدمته الإعلامية 
الأردنية لارا طماش على شاشة قناة art الموسيقى  وكانت تحكي رحلة حياة الفنان منذ بداياته إلى لحظة وصوله للنجومية رغم العتبات والعوائق التي واجته إضافة لأجمل اللحظات والذكريات في مشاره الفني.

## نجوم الحلقات
- السيدة فيروز
- جورج وسوف
- كاظم الساهر
- راشد الماجد
- نوال الزغبي
- نوال الكويتية
- نجوى كرم
- أصالة نصري
- أحلام
- سميرة سعيد
- عبد المجيد عبد الله
- راغب علامة